# Teenage Paparazzo
Teenage Paparazzo è un film documentario del 2010 diretto da Adrian Grenier.
Il documentario, con Alec Baldwin, Lewis Black, Kevin Dillon, Lindsay Lohan, Matt Damon e Kevin Connolly, esamina le relazioni tra le celebrità e la società.